# 이언 리빙스턴

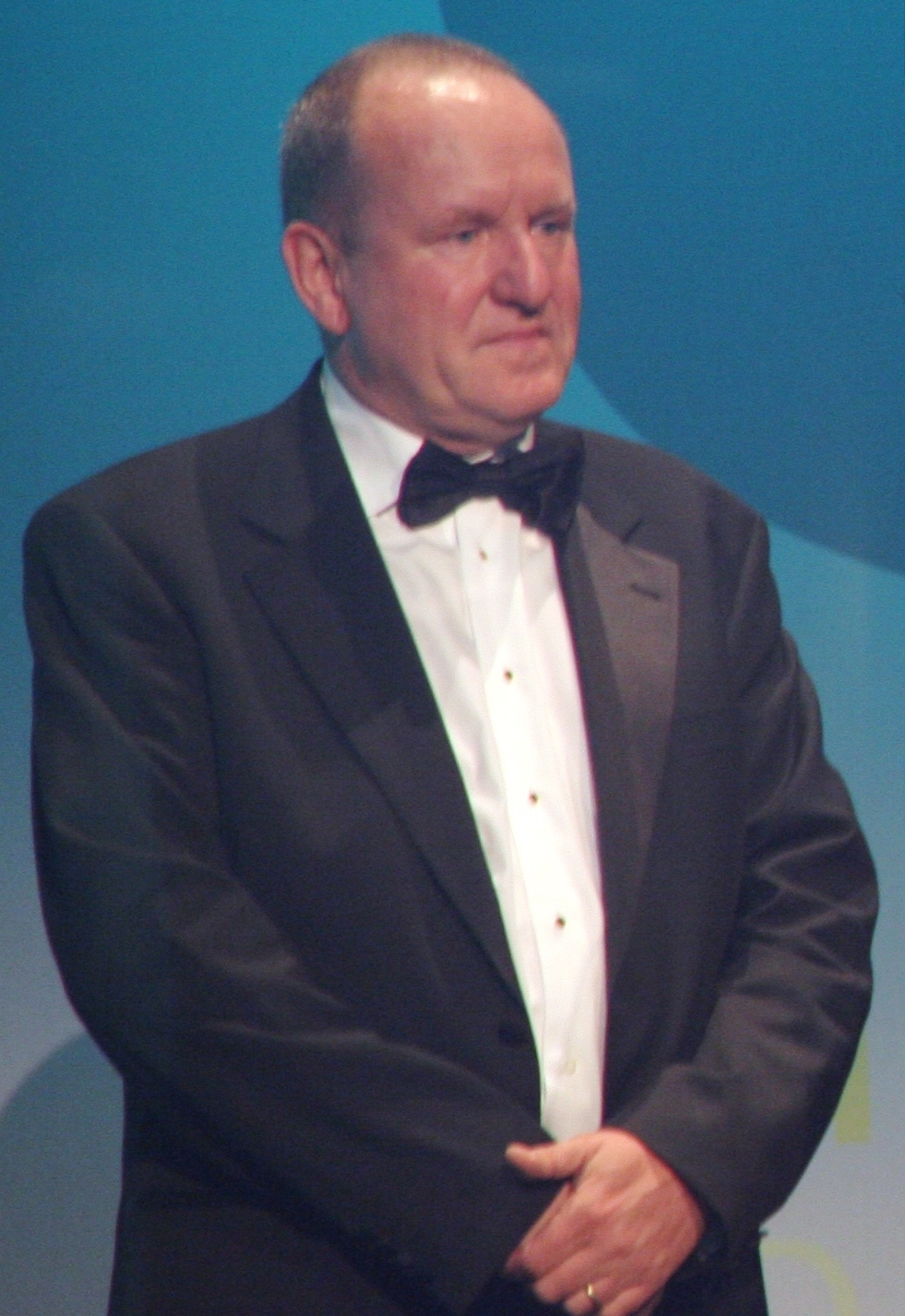
이언 리빙스턴

이언 리빙스턴(Ian Livingstone, 1949년 ~ )는 잉글랜드의 작가이자 게임 디자이너이다. 2002년, 영국 아카데미상 (BAFTA) 인터랙티브상을 수상했다.

## 내력
1975년에 룸메이트였던 스티브 잭슨과 함께 게임 워크숍을 설립하고 《던전 & 드래곤》의 수입 판매를 시작했다. 당초는 통신 판매만하였지만, 1977년에 첫 매장을 개점하였다. 동시에 홍보도 겸해 테이블 토크 RPG 잡지 《화이트 드워프》를 창간했다. 게임 워크숍은 유력한 게임 메이커로 성장하고 소매 체인을 가지게 된다.